# Cigüeñal

Esquema de funcionamiento de un cigüeñal (pieza roja), pistones (grises) en sus cilindros (azules), y volante (negro).

Un cigüeñal es un eje acodado con contrapesos presente en ciertas máquinas que, aplicando el principio del mecanismo de biela-manivela, transforma el movimiento rectilíneo alternativo en circular uniforme y viceversa.
En los motores de automóviles el extremo de la biela opuesta al bulón del pistón (cabeza de biela) conecta con la muñequilla y es la parte que se une al cigüeñal, la cual junto con la fuerza ejercida por el pistón sobre el otro extremo (pie de biela) genera el par motor instantáneo, que esta acoplado un casquillo antifricción para la unión con el pistón, a través de un eje llamado bulón. El cigüeñal va sujeto en los apoyos, siendo el eje que une los apoyos el eje del motor.
Normalmente se fabrican de aleaciones capaces de soportar los esfuerzos a los que se ven sometidos y pueden tener perforaciones y conductos para el paso de lubricante. Sin embargo, estas aleaciones no pueden superar una dureza a 40 Rockwell «C» (40 RHC), debido a que cuanto más dura es la aleación más frágil se hace la pieza, y se podría llegar a romper debido a las grandes fuerzas a las que está sometida.
Hay diferentes tipos de cigüeñales; los hay que tienen un apoyo cada dos muñequillas y los hay con un apoyo entre cada muñequilla.
Por ejemplo, para el motor de automóvil más usual, el de cuatro cilindros en línea, los hay de tres apoyos (hoy ya en desuso), y de cinco apoyos, el más común actualmente.
En otras disposiciones como motores en V o bien horizontales opuestos (boxer) puede variar esta regla, dependiendo del número de cilindros que tenga el motor. El cigüeñal es también el eje del motor con el funcionamiento del pistón y gradualmente se usa así en los automóviles con motor de combustión interna actuales.

## Historia

### España
Los íberos o celtíberos inventaron las primeras manivelas, se usaban para rotar ruedas de molino entre el 600-500 a. C.desde donde su uso extendió al mundo posteriormente.Estos molinos constituyen un mecanismo de manivela.

#### China Han
Las primeras manivelas manuales en China aparecieron durante la Dinastía Han (202 a. C.-220 d. C.). Eran utilizadas para el devanado de seda, hilado de cáñamo, para el ventilador de cribado agrícola, en el cuatro cambios potenciado por agua, para fuelles metalúrgicos potenciados hidráulicamente, y en molinetes de pozo. El ventilador de cribado rotatorio incremento, grandemente, la eficiencia de separación del grano de las cáscaras y tallos.
Sin embargo, en China, parece que nunca se tomó, totalmente, en cuenta,, el potencial de la manivela de convertir movimiento circular en movimiento reciproco , y la manivela, usualmente, estuvo ausente de tales máquinas hasta alrededor del siglo XX.

#### Imperio Romano
Una manivela, en la forma de una manija montada excéntricamente en el molino de mano rotatorio, apareció en la celtibera España del siglo V y finalmente se esparció a través del Imperio Romano. Una manivela de hierro romana fechada al siglo II d. C. fue desenterrada en Augusta Raurica, Suiza. El molino romano operado por manivela esta fechado al final del siglo II.
Evidencias de la manivela combinada con una biela aparecieron en la Serrería de Hierápolis, fechadas al siglo III, también se encuentran en aserraderos en la Siria romana y Éfeso, fechadas al siglo VI. El frontón de la Serrería de Hierápolis muestra una rueda hidráulica, alimentada por un canal de agua, potenciando vía un tren de engranajes dos sierras braceras que cortan bloques por medio de algún tipo de bielas y manivelas. Los mecanismos de biela-manivela de los otros dos aserraderos atestiguados arqueológicamente trabajaban sin un tren de engranajes. En Alemania, las sierras de mármol potenciadas hidráulicamente fueron mencionadas por el poeta de finales del siglo IV, Ausonio; cerca del mismo tiempo, estos tipos de aserraderos, también, parecen ser indicados por Gregorio de Nisa de Anatolia.

#### Europa medieval
Una afiladora rotatoria operada por una manivela manual se muestra en el manuscrito carolingio "Utrecht Psalter", el dibujo a pluma de alrededor del 830 va de regreso a un original antiguo. Las manivelas utilizadas para girar ruedas, también, se muestran o describen en varios trabajos fechados a los siglos X al XIII.
Las primeras descripciones de la manivela compuesta en el berbiquí de carpintero aparecieron entre 1420 y 1430 en obras de arte del norte europeo. La rápida adopción de la manivela compuesta puede ser trazada en los trabajos de un desconocido ingeniero alemán que escribió sobre el estado de la tecnología militar durante la Guerra Husita: primero, la biela, aplicada a manivelas, reapareció; segundo, las manivelas dobles compuestas, también, comenzaron a ser equipadas con bielas; y tercero, el volante fue empleado para que estas manivelas superarán el punto muerto (ing. dead-spot). El concepto fue mejorado por el ingeniero italiano y escritor Roberto Valturio en 1463, quien visualizó un bote con cinco juegos, donde las manivelas paralelas son todas unidas por una sola fuente de potencia por una biela, una idea también tomada por, su compatriota, el pintor italiano Francesco di Giorgio.
Para el comienzo del siglo XV, la manivela llegó a ser común en Europa, como se ve en los trabajos del ingeniero militar Konrad Kyeser (1366 - después de 1405). Los dispositivos descritos en el "Bellifortis" de Kyeser incluyen molinetes con manivela para extender ballestas de sitio. Kyeser, también, equipo tornillos de Arquímedes, para levantar agua, con una manivela manual, una innovación que, subsecuentemente, remplazó la práctica antigua de trabajar la tubería por pasos.
Pisanello pintó una bomba-pistón conducida por una rueda hidráulica y operada por dos manivelas simples y dos bielas.
El siglo XV, también, vio la introducción de dispositivos de piñón y cremallera con manivela, llamados "cranequins", los cuales se ajustaban a las existencias de la ballesta como un medio de ejercer aun más fuerza mientras se extiende el arma mísil. En la industria textil fueron introducidas, los carretes con manivela para enrollar madejas de hilo.

### Cigüeñal

#### Próximo oriente medieval
La manivela no manual apareció en algunos dispositivos hidráulicos descritos por los hermanos Banū Mūsā en su "Libro de dispositivos ingeniosos" del siglo IX. Estas manivelas operadas automáticamente aparecieron en varios dispositivos, anticipando la invención de Al-Jazari por varios siglos y su primera aparición en Europa por sobre cinco siglos. Sin embargo, la manivela automática descrita por los Banū Mūsā, no permitía una rotación total, pero solo se requirió de una pequeña modificación para convertirla en un cigüeñal.
En el Sultanato Artúquida, el ingeniero árabe Al-Jazari (1136 - 1206) describió un sistema de manivela con biela en una máquina rotatoria en dos de sus máquinas para levantar agua. La autora Sally Ganchy identificó un cigüeñal en su mecanismo de bomba de cilindros gemelos, incluyendo ambos mecanismos de manivela y eje.

#### Europa renacentista
El físico italiano Guido da Vigevano (c.1280 - 1349), planeando para una nueva cruzada, hizo ilustraciones para un bote de paletas y carruajes de guerra que fueron propulsados por manivelas compuestas y ruedas dentadas giradas manualmente, identificados como tempranos prototipos de cigüeñal por Lynn Townsend White. El "Luttrell Psalter", fechado alrededor de 1340, describe una piedra de amolar, la cual era rotada por dos manivelas, una a cada extremo de su eje, el molino de mano con engranaje, operado tanto con uno o dos manivelas, apareció después en el siglo XV.
Alrededor de 1480, la temprana piedra de amolar rotatoria medieval fue mejorada con un mecanismo de pedal y manivela. Las manivelas montadas en carros de empuje (ing. push-carts) aparecieron, primeramente, en un relieve alemán de 1589. Los cigüeñales, también, fueron descritos por Leonardo da Vinci (1452 - 1519), y un granjero y propietario de molino holandés llamado Cornelis Corneliszoon van Uitgeest en 1592. Su aserradero potenciado por viento utilizaba un cigüeñal para convertir un movimiento circular del molino de viento en un movimiento hacia adelante y atrás potenciando la sierra. A Corneliszoon le fue otorgada una patente por su cigüeñal en 1597.

#### Europa moderna
Desde el siglo XVI en adelante, las evidencias de manivelas y bielas integradas en diseños de máquinas llegaron a ser abundantes en los tratados tecnológicos del período: el "The Diverse and Artifactitious Machines" de 1588 de Agostino Ramellí describe dieciocho ejemplos, un número que se incrementó en el "Theatrum Machinarum Novum" de Georg Andreas Böckler a 45 máquinas diferentes. Las manivelas fueron, primeramente, comunes en algunas máquinas en el comienzo del siglo XX, por ejemplo casi todas las fotografías antes de los 1930s fueron potenciadas por motores de relojería enrollados con manivelas. Los motores de pistón reciprocarte utilizan manivelas para convertir el movimiento lineal de pistón en movimiento rotacional. Los motores de combustión interna de automóviles del comienzo del siglo XX eran, usualmente, encendidos con manivelas de mano, antes que los motores de encendido llegaran al uso general. En 1918, el manual de propietario de Reo describe como darle con la manivela de mano al automóvil:
| Paso    | Instrucción |
| ------- | --- |
| Primero | Asegúrese que la palanca de cambio de marcha este en la posición neutral. |
| Segundo | El pedal de embrague esta desbloqueado y el embrague esta conectado. El pedal de freno es empujado hacia adelante tan profundo como sea posible, ajustando los frenos en la rueda trasera. |
| Tercero | Vea que la palanca de control de chispa, la cual es la palanca corta ubicada en la parte superior del volante de dirección en el lado derecho, este hacia atrás tanto como sea posible, hacia el conductor, y la palanca mayor, encima de la columna de dirección controlando el carburador, es empujada hacia adelante cerca de una pulgada de su posición retrasada. |
| Cuarto  | Gire el interruptor de encendido al punto marcado "B" o "M" |
| Quinto  | Ajuste el control del carburador en la columna de dirección al punto marcado "START". Asegúrese que haya gasolina en el carburador. Pruebe para esto presionando hacia abajo en la clavija pequeña que se proyecta desde el frente la unidad tanque del carburador se inunda. Si falla en inundarse, muestra que el combustible no se está entregando apropiadamente al carburador, y no se puede esperar que el motor encienda. Vea las instrucciones en la página 56 para llenado del tanque de vacío. |
| Sexto   | Cuando es certero que el carburador tiene un suministro de combustible, sujete la manija de la manivela de encendido, empuje en la punta para conectar el trinquete con la clavija de eje de manivela y gire sobre el motor para darle un halón rápido hacia arriba. Nunca empuje hacia abajo, ya que si lo hace por cualquier razón, el motor golpeará hacia atrás y podría poner en peligro el operador.                                                                                               |

## Motores de combustión interna
Los motores grandes son, usualmente, multi-cilindros para reducir las pulsaciones de encendido de carreras individuales, con más de un pistón unido a un cigüeñal complejo. Muchos motores pequeños, tales como aquellos encontrados en ciclomotores o maquinaria de jardín, son de un simple cilindro y utilizan solo un solo pistón, simplificando el diseño del cigüeñal.
Un cigüeñal esta sometido a enormes esfuerzos, potencialmente equivalentes a varias toneladas de fuerza. El cigüeñal esta conectado al volante (utilizado para suavizar el choque de salida y convertir la energía a torque), el bloque del motor, utilizando cojinetes en los muñones principales, y a los pistones vía su respectiva biela. Un motor pierde arriba del 75% de su energía generada en la forma de fricción, ruido y vibración en el cigüeñal y área de pistón. Las perdidas restantes ocurren en el tren de válvulas (cadena de atiempado, bandas, poleas, eje de levas, lóbulos, válvulas, sellos, etc.) calor y soplado.

### Cojinetes
El cigüeñal tiene un eje lineal en el cual rota, típicamente, con varios muñones de cojinete corriendo en cojinetes remplazables (los cojinetes principales) sujetos al bloque del motor. Ya que el cigüeñal sufre un gran trato de cargas laterales de cada cilindro en un motor multi-cilindro, se debe soportar por varios de tales cojinetes, no solo uno a cada extremo. Este era un factor en el incremento del motor V8, con sus cigüeñales cortos, en preferencia al motor 8 en línea. Los cigüeñales grandes del último sufrían de una cantidad inesperada de flexión cuando los ingenieros de diseño comenzaron a utilizar altas razones de compresión y altas velocidades rotacionales. Por esta razón, los motores de alto desempeño, a menudo, tiene más cojinetes principales que sus primos de bajo desempeño.

### Carrera del pistón
La distancia que el eje de manivela empuja desde el eje del cigüeñal determina la medida de la carrera del pistón, y así el desplazamiento del motor. Una forma común para incrementar el torque a baja velocidad de un motor es incrementar la carrera, algunas veces conocida como "eje carrereando" (ing. shaft-stroking). Esto, también, incrementa la vibración reciprocarte, sin embargo, limita la capacidad de alta velocidad del motor. En compensación, mejora la operación a baja velocidad del motor, ya que la mayor carrera de admisión a través de válvula(s) menor(es) resulta en mayor turbulencia y mezcla de la carga de admisión. La mayoría de los motores de producción de alta velocidad son clasificados como "sobre cuadrado" (ing. over square) o de carrera corta, donde la carrera es menor que el diámetro del cilindro. Así, se encuentra el balance propio entre velocidad de "eje carrereando" y longitud, llevando a mejores resultados.

### Configuración de motor
La configuración, que significa el número de pistones y su ubicación con relación a cada otro, lleva a motores en línea, V o planos. Sin embargo, algunas veces, el mismo bloque básico de un motor puede ser utilizado con cigüeñales diferentes para alterar el orden de encendido. Por ejemplo, la configuración de motor V6 de 90° (como en los GM V6s de los 1960, derivados, algunas veces, del uso de seis cilindros de un motor V8 con cigüeñales de 3 empujes), produce un motor con una pulsación propia en el flujo de potencia debido a la brecha entre los pulsos de encendido, alterna entre pausas cortas y largas, ya que el bloque de motor de 90° no corresponde al espaciamiento de 120° del cigüeñal. Sin embargo, se puede hacer que el mismo motor provea pulsos de potencia igualmente espaciados al usar un cigüeñal con empujes de manivela individuales para cada cilindro, espaciándose así para que los pistones estén, actualmente, desfasados 120°, como en el motor GM 3800. Mientras, la mayoría de los motores V8 de producción utilizan cuatro manivelas de empuje espaciados 90°, los motores V8 de alto desempeño, a menudo, utilizan un cigüeñal plano (ing. flat crankshaft) con manivelas de empuje espaciadas 180°, resultando, esencialmente, en dos motores de cuatro en línea corriendo en un cigüeñal común. La diferencia se puede escuchar pues el cigüeñal plano resulta en que el motor tiene un tono alto más suave que un cigüeñal plano-cruzado (ing. cross-plane)(por ejemplo, IRL IndyCar Series comparado al NASCAR Sprint Cup Series, o un Ferrari 355 comparado a un Chevrolet Corvette). Este tipo de cigüeñal, también, fue utilizado en los primeros tipos de motores V8. Vea el artículo principal en cigüeñales plano-cruzados.

### Balance de motor
Para algunos motores es necesario proveer contra pesos para la masa reciprocarte de cada pistón y biela, para mejorar el balance de motor. Usualmente, son fundidos como parte de un cigüeñal pero, ocasionalmente, son piezas empernadas.

### Brazos volantes
En algunas configuraciones de motor, el cigüeñal contiene enlaces directos entre las manivela adyacentes, sin el usual cojinete principal intermedio. Estos enlaces son llamados brazos volantes (ing. flying arms). Algunas veces, se utiliza este arreglo en motores V6 y V8, ya que le permite al motor ser diseñado con ángulos V diferentes que de otra forma se requieren para crear un intervalo de encendido uniforme, mientras, aún utiliza unos pocos cojinetes principales de los que se requieren, normalmente, con un solo pistón por manivela de empuje. Este arreglo reduce el peso y la longitud del motor a expensas de una menor rigidez del cigüeñal.

### Motores rotatorios de aviación
Algunos de los primeros motores de avión eran un diseño de motor rotatorio, donde el cigüeñal estaba fijo a la estructura y en su lugar los cilindros rotaban con la hélice.

### Motores radiales
El motor radial es una configuración de tipo de motor de combustión interna reciprocarte en el cual los cilindros apuntan hacia afuera desde un cigüeñal central como los radios de una rueda. Se parece a una etrella estilizada cuando se ve desde en frente, y es llamado un motor estrella (ing. star engine; al. Sternmotor; fr. French Moteur en étoile) en algunos idiomas. La configuración radial fue muy comúnmente utilizada en motores de avión antes que las motores de turbina llegarán a ser predominantes.

## Construcción
Los cigüeñales pueden ser monolíticos (hechos de una sola pieza) o ensamblados de varias piezas. Los cigüeñales monolíticos son los más comunes, pero algunos motores más pequeños y más grandes utilizan cigüeñales ensamblables.

### Forja y vertido, y maquinado
Los cigüeñales pueden ser forjados desde barras de acero, usualmente, a través de forjado rolado o fundido en acero dúctil. Hoy, más y más fabricantes tienden a favorecer el uso de cigüeñales forjados debido a su peso liviano, dimensiones más compactas y mejor amortiguación propia. Con los cigüeñales forjados son, mayormente utilizados, los aceros micro-aleados de vanadio, ya que estos aceros pueden ser enfriados por aire después de alcanzar una alta resistencia sin tratamiento de calor adicional, con excepción del endurecimiento de superficie de las superficies para cojinetes. El bajo contenido de aleación, también, hace que el material sea más barato que los aceros de alta aleación. Los aceros al carbono son, también, utilizados, pero estos requieren de tratamiento de calor adicional para alcanzar las propiedades deseadas. Hoy, los cigüeñales de fundición son mucho más encontrados en motores de producción más baratos (tales como aquellos encontrados en los motores diésel del Ford Focus) donde las cargas son más bajas. También, algunos motores utilizan cigüeñales de fundición para versiones de salida baja, mientras las más caras versiones de alta salida utilizan acero forjado.
También, a menudo, los cigüeñales pueden ser maquinados de "billet", una barra de acero refundido de calidad de vacío. Aunque el flujo de fibra (la in-homogeneidad local de la composición química del material generadas durante el vertido) no sigue la forma del cigüeñal (lo cual no es deseable), usualmente, esto no es problema, ya que se pueden utilizar los aceros de mayor calidad, los cuales normalmente son difíciles de forjar. Por unidad, estos cigüeñales tienden a ser muy caros debido a: la gran cantidad de material que debe ser removido con tornos y fresadoras, el alto costo de material, y el tratamiento térmico adicionalmente requerido. Sin embargo, ya que no se necesita de herramienta cara, este método de producción permite correr una pequeña producción sin altos costos en adelante.
En un esfuerzo por reducir costos, también, los cigüeñales usados se  pueden maquinar. A menudo, un buen interior puede ser reacondicionado fácilmente por un proceso de esmerilado de cigüeñal. También, los cigüeñales severamente dañados pueden ser reparados con una operación de soldadura, antes del esmerilado, que utiliza una máquina de soldadura de arco sumergido. Para acomodar los diámetros de muñón más pequeños, un cigüeñal esmerilado tiene, y posiblemente, una dimensión de empuje sobredimensionada, los cojinetes de motor sub-dimensionados son utilizados para permitir la holgura precisa durante la operación. 
El maquinado o re-fabricación de cigüeñales es precisamente maquinado a tolerancias exactas con cojinetes o muñones con ninguna medida impar. Las superficies de empuje son micro pulidas para proveer acabados de superficie precisa para una operación de motor suave y desgaste reducido de cojinetes de empuje. Cada muñón es inspeccionado y medido con precisión crítica. Después del maquinado, los agujeros de aceite son biselados para mejorar la lubricación y cada muñón pulido a un acabado suave para una mayor vida de cojinete. Los cigüeñales re-fabricados son minuciosamente limpiados con especial énfasis en nivelar y cepillar hacia fuera los pasajes de aceite para remover cualquier contaminante. La re-fabricación de cigüeñal, usualmente, involucra los siguientes pasos: 

## Esfuerzo en cigüeñales
El eje esta sujeto a varias fuerzas, pero, generalmente, necesita ser analizado en dos posiciones. Primeramente, la falla puede ocurrir en la posición de máxima dobladura esta puede ser en el centro de la manivela o a cada extremo. En tal condición la falla es debido a dobladura y la presión en el cilindro es máxima. Segundo, la manivela puede fallar debido a retorcido, así que la biela necesita ser verificada en la posición de retorcido máximo. La presión en esa posición es la presión máxima, pero sólo una fracción de la presión máxima. 

## Cigüeñal contra-rotando
En un arreglo convencional de pistón-manivela en un motor o compresor, un pistón esta conectado a un cigüeñal por una biela. Como el pistón se mueve en su carrera, la biela varía su ángulo de dirección del movimiento del pistón y como la biela es libre de rotar en su conexión de ambos: el pistón y el cigüeñal, no se transmite torque por la biela y las fuerzas transmitidas por la biela son transmitidas a lo largo del eje longitudinal de la biela. La fuerza ejercida por el pistón en la biela resulta en una fuerza de reacción ejercida por la biela de regreso al pistón. Cuando la biela hace un ángulo de dirección de movimiento del pistón, la fuerza de reacción ejercida por la biela en el pistón tiene una componente lateral. Esta fuerza lateral empuja el pistón lateralmente contra la pared del cilindro. Como el pistón se mueve en el cilindro, esta fuerza lateral causa fricción adicional entre el pistón y la pared del cilindro. La fricción contabiliza aproximadamente el 20% de todas las perdidas en un motor de combustión interna, del cual aproximadamente el 50% es debido a fricción de pistón y cilindro. 
En un arreglo de cigüeñal contra-rotado emparejado, cada pistón esta conectado a dos cigüeñales, así que las fuerzas laterales debido al ángulo de las bielas se cancelan cada una. Esto reduce la fricción pistón-cilindro y por ello el consumo de combustible. El arreglo simétrico reduce los requisitos de contra pesos, reduciendo sobre todo masa y haciendo lo fácil para el motor de acelerar y desacelerar. También, elimina el cabeceo del motor y efectos de torque. Varios arreglos de cigüeñales contra-rotados han sido patentados, por ejemplo US2010/0263621. Un ejemplo temprano de un arreglo de cigüeñal contra-rotado es el motor doble plano (ing. flat-twin) de Lanchester. 

## Imágenes

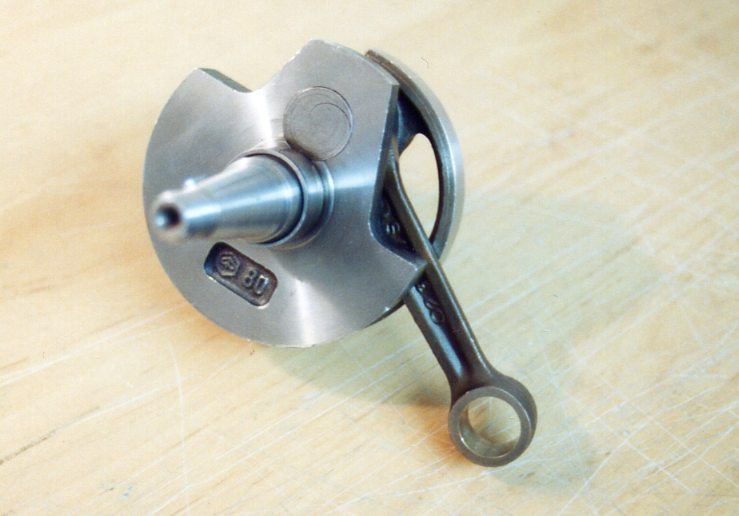
Cigüeñal desmontable de un motor de dos tiempos monocilíndrico (Piaggio).
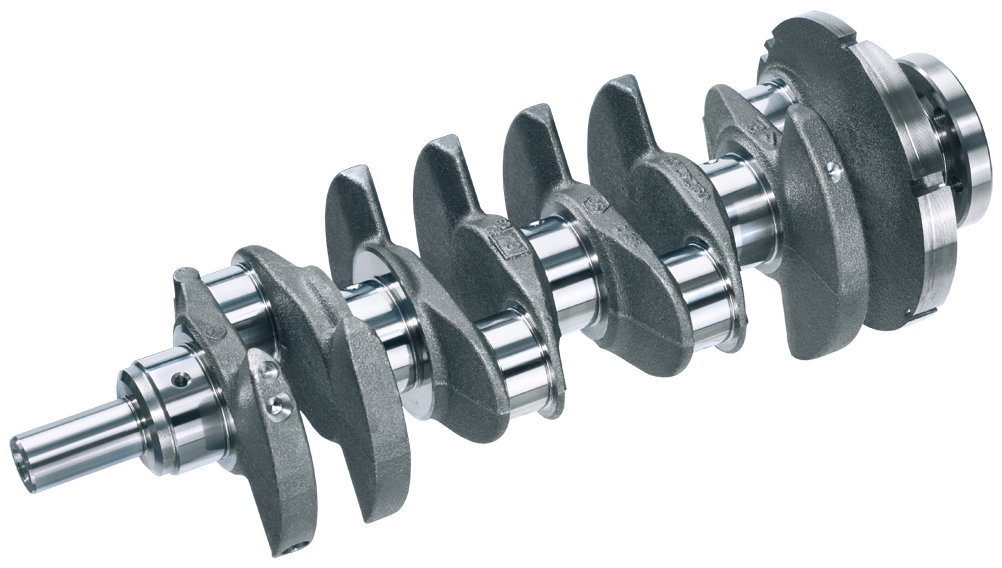
Cigüeñal de cuatro cilindros y cinco apoyos, con doble contrapeso por biela de un motor de automóvil.
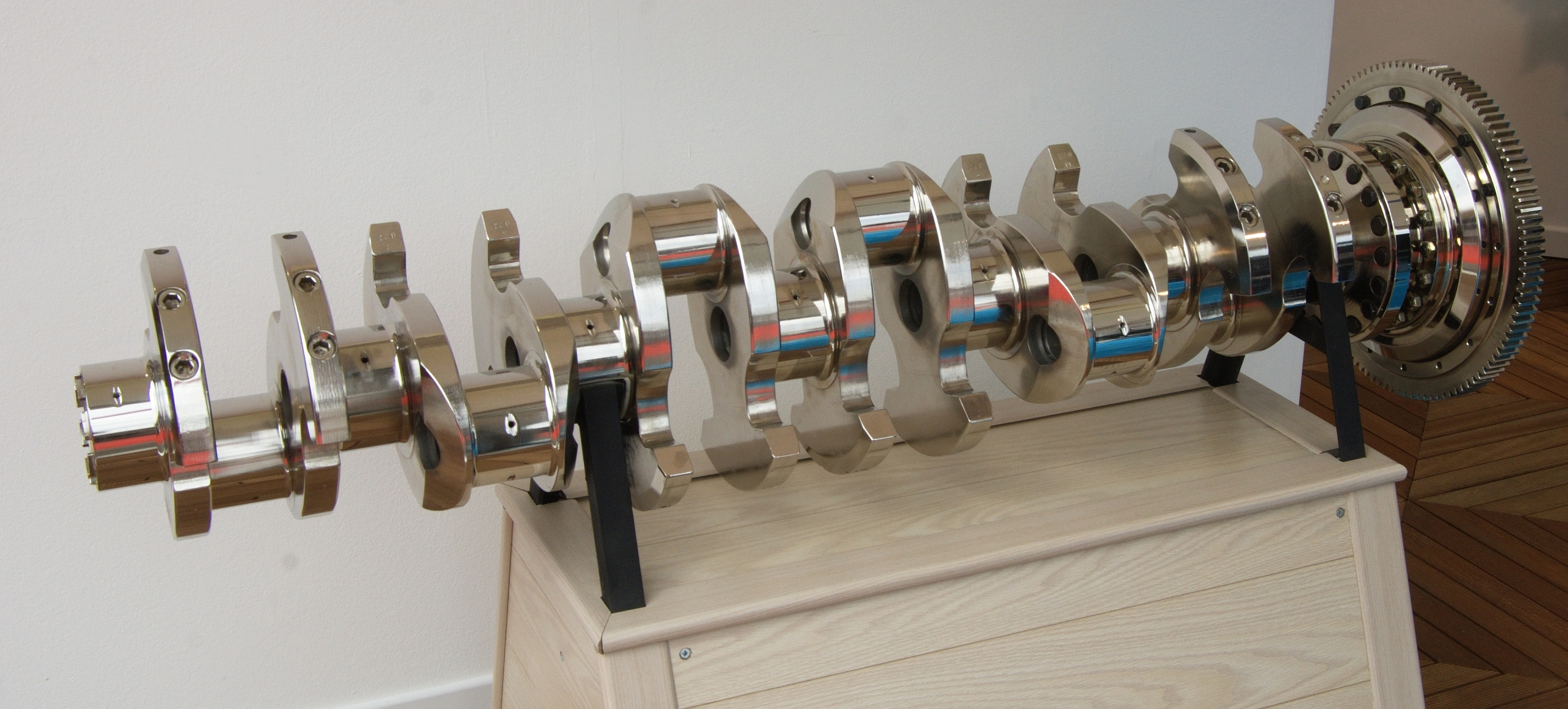
Cigüeñal de un motor de barco con seis cilindros en línea, con siete apoyos.
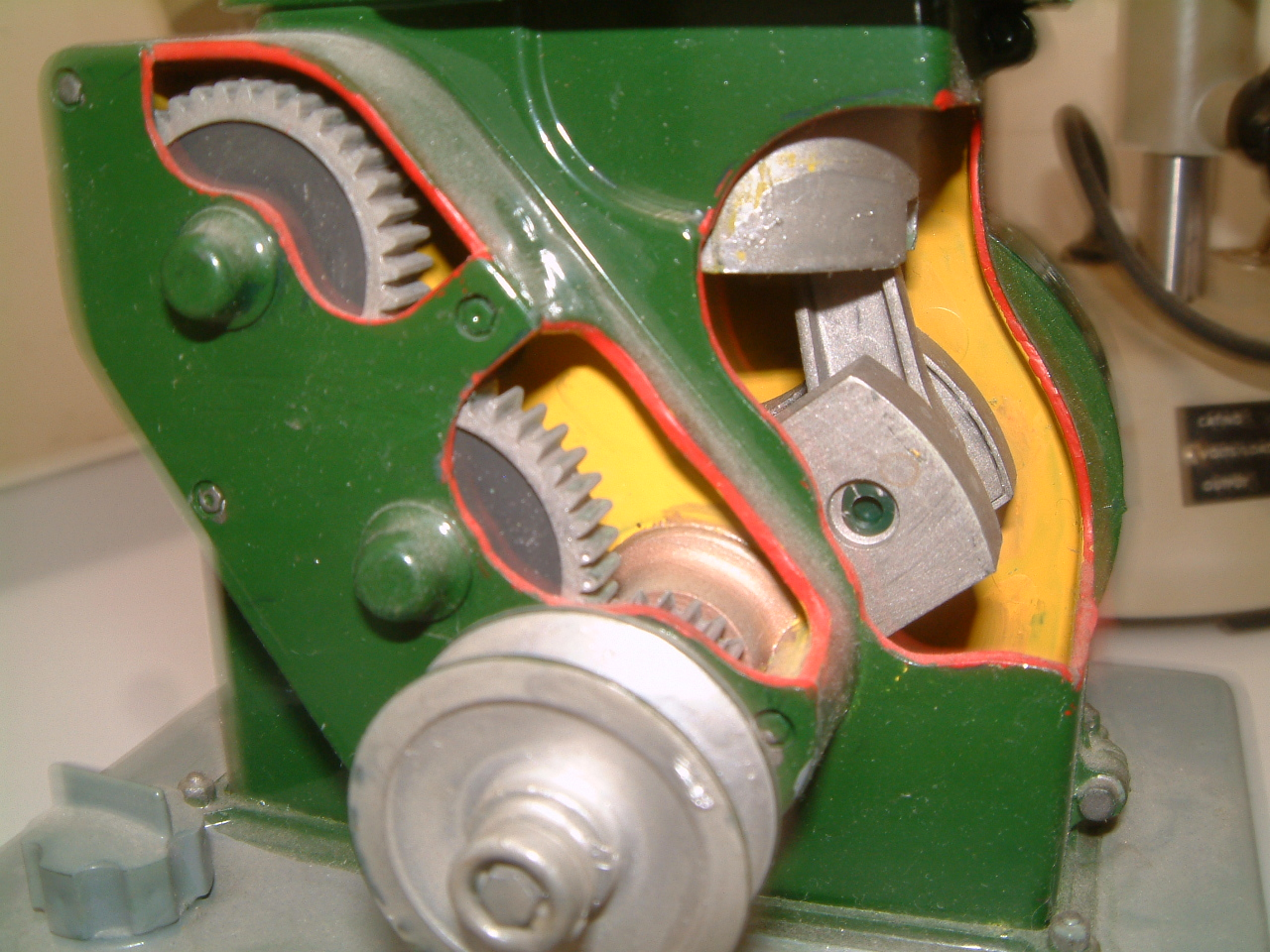
Corte de un motor donde se aprecia el contrapeso que toma la cabeza de biela que mueve el cigüeñal.